# 住若博之
住若 博之（すみわか ひろゆき、1961年6月7日 - ）は、大阪府松原市出身の俳優。身長163cm。体重55kg。血液型はAB型。住若エンタープライズ所属。以前はアティック・エージェンシー、ロットスタッフに所属していた。

## 出演

### 映画
- 太陽の子 てだのふあ（1980年）
- 悪霊島（1981年）
- 釣りバカ日誌14 お遍路大パニック!（2003年） - 営業二課員 役
- 築地魚河岸三代目（2008年）

### テレビドラマ
- 異端の夏
- ウルトラマンティガ 第46話「いざ鎌倉!」（1997年） - 江ノ電助手・フチガミ 役
- 篝警部補の事件簿
  - 篝警部補の事件簿3（ホームレス）
  - 篝警部補の事件簿4
- 君の名は
- 京都・在原業平殺人事件
- 金のたまご
- ケータイ刑事 銭形泪 2ndシリーズ
- 恋する日曜日 ニュータイプ
- 司法教官・穂高美子1
- 朱夏 妻が消えた日
- 新・女弁護士 朝吹里矢子5（相馬浩一）
- 青春INGS ゆう子とヘレン（平川修）
- ダブルスコア
- 小さな駅で降りる
- 刑事鉄平
- 同居人カップルの殺人推理旅行1
- 特命係長 只野仁 2ndシーズン
- 夏の嵐
- 西村京太郎トラベルミステリー43
- 二度狙われる女
- 花へんろ・風の昭和日記 第三章
- 日だまり刑事 容疑者リオの涙
- 日の出食堂の青春
- 部長刑事
- 本当と嘘とテキーラ
- 松本清張サスペンス 黒い画集・証言
- 松本清張特別企画・黒い画集〜紐
- 松本清張特別企画・わるいやつら（横武たつ子の弟）
- 松本清張没後10年特別企画・たづたづし（運転手）
- 棟居刑事シリーズ5
- 約束の夏
- 優雅な悪事1（近藤の子分）
- 指輪
- 世にも奇妙な物語
- 琉球の風
- 悪女（警備員）
- ワルシャワの秋

### Vシネマ
- 男の純情集団（1991年）

### 舞台
- 浮世の花びら